# Nati nel 1918/Dicembre
| Questa pagina contiene informazioni ricavate automaticamente dalle voci biografiche con l'ausilio del template Bio e di un bot. L'aggiornamento è periodico e automatico e ricostruisce completamente la pagina. Se manca una persona in questa lista, sei pregato di non aggiungerla, ma accertati piuttosto che la sua voce biografica contenga il template Bio e che i dati anagrafici siano correttamente compilati. Se il template Bio manca, inseriscilo tu stesso o, in alternativa, metti l'avviso {{tmp\|Bio}} che ne segnala la mancanza. Se i dati riportati sono sbagliati, correggi direttamente la voce biografica; le modifiche saranno visibili in questa lista entro pochi giorni. Per chiarimenti vedi il progetto biografie. La lista contiene solo le 116 persone che sono citate nell'enciclopedia e per le quali è stato implementato correttamente il template Bio. Pagina aggiornata al 2 ago 2025. |

- 1º dicembre - Gigi Ballista, attore italiano († 1980)
- 1º dicembre - Giulio Cortini, partigiano e fisico italiano († 2006)
- 1º dicembre - Hans Heibach, calciatore tedesco († 1970)
- 1º dicembre - Maurice Huet, schermidore francese († 1991)
- 1º dicembre - Dale Morey, cestista, allenatore di pallacanestro e golfista statunitense († 2002)
- 1º dicembre - Shunpei Uto, nuotatore giapponese
- 2 dicembre - Guido Nozzoli, partigiano, giornalista e scrittore italiano († 2000)
- 3 dicembre - Sándor Olajkár, calciatore ungherese († 1998)
- 3 dicembre - René Sparenberg, hockeista su prato olandese († 2013)
- 4 dicembre - Leland Clark, biochimico e fisiologo statunitense († 2005)
- 4 dicembre - Gong Qiuxia, cantante e attrice cinese († 2004)
- 4 dicembre - Kaarle Ojanen, scacchista finlandese († 2009)
- 4 dicembre - Francesco Servetto, calciatore italiano († 1994)
- 5 dicembre - Charity Adams Earley, militare statunitense († 2002)
- 5 dicembre - Joseph Thao Tiên, presbitero laotiano († 1954)
- 5 dicembre - Vladimir Markovič Šredel', regista cinematografico sovietico († 1993)
- 6 dicembre - Jules Coulon, cestista belga
- 6 dicembre - Angelo La Bella, politico e partigiano italiano († 2005)
- 7 dicembre - Carla Capponi, partigiana e politica italiana († 2000)
- 7 dicembre - Max Merkel, allenatore di calcio e calciatore austriaco († 2006)
- 8 dicembre - Italia Lucchini, velocista italiana († 1998)
- 8 dicembre - Vittorio Magni, ciclista su strada italiano († 2010)
- 8 dicembre - Gérard Souzay, baritono francese († 2004)
- 9 dicembre - Alvin Swauger White, militare e aviatore statunitense († 2006)
- 10 dicembre - Hal Baylor, attore statunitense († 1998)
- 10 dicembre - Jeu van Bun, calciatore olandese († 2002)
- 10 dicembre - Luigi Cattaneo, calciatore italiano († 1993)
- 10 dicembre - Anne Gwynne, attrice statunitense († 2003)
- 10 dicembre - Per-Olof Olsson, nuotatore svedese († 1982)
- 10 dicembre - Anatolij Tarasov, allenatore di calcio, calciatore e hockeista su ghiaccio sovietico († 1995)
- 10 dicembre - Knut Erik Tranøy, filosofo norvegese († 2012)
- 11 dicembre - László Gyetvai, calciatore ungherese († 2013)
- 11 dicembre - Gisèle Préville, modella e attrice francese († 2006)
- 11 dicembre - Aleksandr Isaevič Solženicyn, scrittore, filosofo e storico sovietico († 2008)
- 11 dicembre - Štefan Žáry, poeta, scrittore e traduttore slovacco († 2007)
- 12 dicembre - Igor' Ansov, matematico statunitense († 2002)
- 12 dicembre - Jaime Díaz Rozzotto, politico e docente guatemalteco († 2011)
- 12 dicembre - Oleg Georgovič Gazenko, medico e militare russo († 2007)
- 12 dicembre - Marion J. Levy Jr., sociologo statunitense († 2002)
- 12 dicembre - Lo Wei, attore e regista cinese († 1996)
- 12 dicembre - Émile Nurenberg, calciatore lussemburghese († 1990)
- 12 dicembre - Antonio Salamone, mafioso italiano († 1998)
- 12 dicembre - Joe Williams, cantante statunitense († 1999)
- 13 dicembre - Francesco Greco, magistrato italiano († 2016)
- 13 dicembre - Sergio Marullo Di Condojanni, politico italiano († 1988)
- 13 dicembre - Gildo Monari, ciclista su strada italiano († 1994)
- 13 dicembre - Giovanni Nervo, presbitero e partigiano italiano († 2013)
- 13 dicembre - Bill Vukovich, pilota automobilistico statunitense († 1955)
- 14 dicembre - Radu Beligan, attore rumeno († 2016)
- 14 dicembre - Ralph Flanagan, nuotatore statunitense († 1988)
- 14 dicembre - B. K. S. Iyengar, mistico indiano († 2014)
- 14 dicembre - Peter Mamakos, attore statunitense († 2008)
- 14 dicembre - Heino Veskila, cestista estone († 1941)
- 15 dicembre - Jeff Chandler, attore e cantante statunitense († 1961)
- 16 dicembre - Albert Durand, militare e aviatore francese († 1943)
- 16 dicembre - Immo Fritzsche, militare e aviatore tedesco († 1943)
- 16 dicembre - Milton Gendel, fotografo e critico d'arte statunitense († 2018)
- 16 dicembre - Pierre Delanoë, paroliere francese († 2006)
- 17 dicembre - Dusty Anderson, attrice statunitense († 2007)
- 17 dicembre - Dezső Fábián, pallanuotista ungherese († 1973)
- 17 dicembre - Giorgio Martucciello, militare e aviatore italiano († 1942)
- 18 dicembre - Achiel Buysse, ciclista su strada belga († 1984)
- 18 dicembre - Hans Joachim Schaufuß, attore tedesco († 1941)
- 18 dicembre - Jerzy Tabeau, superstite dell'Olocausto polacco († 2002)
- 19 dicembre - Manlio Cortelazzo, linguista italiano († 2009)
- 19 dicembre - Professor Longhair, pianista e cantante statunitense († 1980)
- 20 dicembre - Alberto Marmont, ematologo italiano († 2014)
- 20 dicembre - Antonio Ortiz Alonso, calciatore spagnolo († 1976)
- 20 dicembre - Herm Schaefer, cestista e allenatore di pallacanestro statunitense († 1980)
- 21 dicembre - Isaac Froimovich, pallanuotista cileno († 1988)
- 21 dicembre - Frank Hampson, illustratore e fumettista britannico († 1985)
- 21 dicembre - Ignazio Vincenzo Senese, politico italiano († 2014)
- 21 dicembre - Sebastiano Torchio, ciclista su strada italiano († 1994)
- 21 dicembre - Kurt Waldheim, politico e diplomatico austriaco († 2007)
- 22 dicembre - Talley Beatty, coreografo, ballerino e insegnante statunitense († 1995)
- 22 dicembre - Tage Bjurfeldt, pentatleta svedese
- 22 dicembre - Toni Ebner, politico, editore e giornalista italiano († 1981)
- 22 dicembre - Mehdi Hüseynzadə, militare, partigiano e guerrigliero azero († 1944)
- 22 dicembre - Brunella Gasperini, giornalista e scrittrice italiana († 1979)
- 22 dicembre - Viktor Tegelhoff, calciatore cecoslovacco († 1991)
- 23 dicembre - Thomas Heggen, scrittore statunitense († 1949)
- 23 dicembre - Kumar Pallana, attore indiano († 2013)
- 23 dicembre - Helmut Schmidt, politico tedesco († 2015)
- 24 dicembre - Dave Bartholomew, musicista, produttore discografico e compositore statunitense († 2019)
- 24 dicembre - Attilio Prevost, ingegnere e imprenditore italiano († 2010)
- 25 dicembre - Guido Beltrame, storico e storico dell'arte italiano († 2002)
- 25 dicembre - Natale De Carli, calciatore italiano († 1969)
- 25 dicembre - Angelica Garnett, scrittrice e pittrice britannica († 2012)
- 25 dicembre - Horace Greasley, militare inglese († 2010)
- 25 dicembre - Herzeleide di Prussia, nobile († 1989)
- 25 dicembre - Nina Lugovskaja, pittrice e scenografa sovietica († 1993)
- 25 dicembre - Bertie Mee, calciatore e allenatore di calcio inglese († 2001)
- 25 dicembre - Galina Romanova, medico sovietico († 1944)
- 25 dicembre - Morris Warman, fotografo statunitense († 2010)
- 25 dicembre - Maritta Wolff, scrittrice statunitense († 2002)
- 25 dicembre - Anwar al-Sadat, politico e militare egiziano († 1981)
- 26 dicembre - Geōrgios Rallīs, politico greco († 2006)
- 26 dicembre - Ernst Reitermaier, calciatore austriaco († 1993)
- 27 dicembre - Arnaldo Cadei, calciatore italiano († 1995)
- 27 dicembre - Vitalij Vasil'evič Fedorčuk, politico, generale e poliziotto sovietico († 2008)
- 27 dicembre - Mario Pedini, politico italiano († 2003)
- 28 dicembre - Aristide Noseda, calciatore e allenatore di calcio italiano
- 28 dicembre - Carlo Scarpato, calciatore e allenatore di calcio italiano († 1989)
- 28 dicembre - Franco Storelli, militare e marinaio italiano († 1941)
- 28 dicembre - David Wechsler, scrittore e sceneggiatore svizzero († 1990)
- 29 dicembre - Edoardo Perna, avvocato, partigiano e politico italiano († 1988)
- 29 dicembre - Mado Robin, soprano francese († 1960)
- 30 dicembre - Tullia Romagnoli Carettoni, politica italiana († 2015)
- 30 dicembre - Pietro Carta, calciatore italiano († 2001)
- 30 dicembre - Lucien Leduc, allenatore di calcio e calciatore francese († 2004)
- 30 dicembre - Steve Sharkey, cestista statunitense († 1995)
- 30 dicembre - Philip Skell, chimico statunitense († 2010)
- 30 dicembre - William Eugene Smith, fotoreporter statunitense († 1978)
- 31 dicembre - Virginia Davis, attrice statunitense († 2009)
- 31 dicembre - Ramiro Gremese, calciatore italiano († 2002)
- 31 dicembre - Gunder Hägg, mezzofondista svedese († 2004)